# Sedum glaucophyllum
Sedum glaucophyllum es una de las especies del género Sedum oriunda de los montes Apalaches al oriente de Estados Unidos, desde Virginia occidental, Maryland, Virginia y Carolina del Norte.

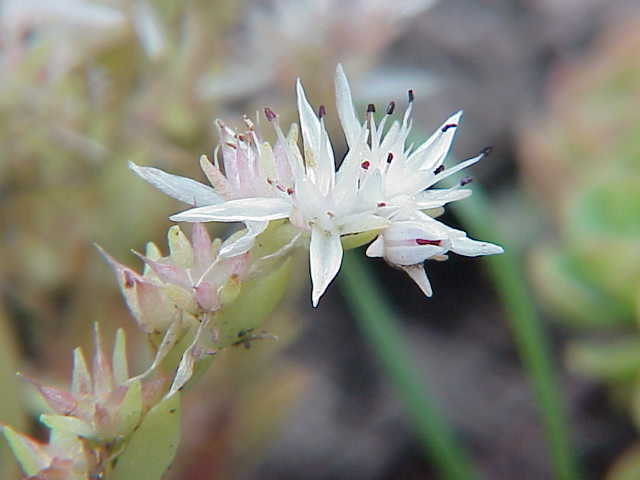
Inflorescencia

## Descripción
Esta planta suculenta forma una densa mata postrada de entre 30 a 40 cm de diámetro. Las hojas de 1 a 2 cm, son de color verde glauco, carnosas y redondeadas dispuestas en apretadas espirales alrededor de los tallos. Las flores, blancas, de unos 10 o 12 mm de diámetro, poseen cuatro delgados y puntiagudos pétalos; nacen en cimas sobre tallos erectos de 3- 17 cm de altura a finales de la primavera hasta la mitad del verano.
Como todas las especies del género, es una planta adaptada a la sequía debido a sus carnosas hojas. Vegeta en exposiciones soleadas, aunque tolera algo de sombra. A pleno sol las hojas adquieren un brillante tono rojizo. Se utiliza en jardinería para decorar rocallas, o en borduras y arriates como tapizante.

## Taxonomía
Sedum glaucophyllum fue descrita por Robert Theodore Clausen y publicado en Cactus and Succulent Journal 18(4): 60–61, f. 40. 1946.
Etimología
Ver: Sedum
glaucophyllum: epíteto latino que significa "con hojas glaucas".